# Melchor Fernández Almagro
Melchor Fernández Almagro (Granada, 4 settembre 1893 – Granada, 22 febbraio 1966) è stato un critico letterario e storiografo spagnolo.

## Biografia
La sua infanzia si sviluppa nel quartiere granadino di San Matías. Inizia la sua formazione nel Collegio del Patriarca San José e dopo nella Università di Granada, dove studia Diritto. Nella sua città natale, oltre agli studi universitari si prepara per concorsi alle Poste e frequenta l'ambiente della tertulia con gli amici che si riuniscono nel Rinconcillo del Café Alameda. Comincia a collaborare alla stampa e si mostra molto attivo nella vita culturale granadina.
Nel 1918, Melchor Fernández Almagro si trasferisce a Madrid e inizia ad essere conosciuto nel mondo della stampa. Allaccia relazioni con gruppi intellettuali e artistici madrileni e frequenta istituzioni di carattere culturale, come l'ateneo di Madrid.  Ugualmente, nel Café Jorge Juan frequentava José Francés, che era colui che capitanava la tertulia locale; assistette anche nel Café Lyon ad un'altra tertulia dove partecipavano personaggi come José Bergamín e Ignacio Sánchez Mejías. Federico García Lorca, suo compaesano e amico del gruppo letterario “La Cuerda” granadina, lo descrisse dicendo che aveva fattezze di “moro amigo” e gli dedicò la sua “Elegía a Doña Juana la Loca”.
La guerra civile spagnola la vive tra Burgos e Salamanca, indaffarato alla Stampa e alla Propaganda. Terminata la guerra, arriva al culmine del suo lavoro come storiografo, con titoli che sono oggi tra le principali fonti per lo studio della storia di Spagna, così come in quello di critico letterario per ABC e La Vanguardia.
Sia che lavori all'Istituto de Estudios Políticos, sia che svolga l'attività di pubblicista, la sua firma è fra le conosciute. Il riconoscimento ufficiale avviene con le nomine ad accademico della Lingua Spagnola e della Storia. Muore il 22 febbraio del 1966.

## Opera
Nel suo Viaje al siglo XX, lo storico e saggista granadino descrisse ciò che comportava il suo incontro con Madrid, la scoperta della città moderna: «L'emozione che Madrid mi destava si risolverebbe in quantità. Quanto di tutto! Di tutto, molto più che a Granada. Più gente, più auto e più negozi in più strade, più piazze e più corsi. E più grandi, si suppone, i corsi, le piazze, le strade, i negozi...»
I difetti politici della sua epoca ebbero in Fernández Almagro un implacabile delatore e un acuto analista. La figura di Fernández Almagro non fu esente, tuttavia, da contraddizioni, con comportamenti politici discutibili rispetto alla dittatura.
Fernández Almagro, storiografo dell'età moderna, maestro di molti intellettuali contemporanei, consacrò parte del suo sforzo in emeroteche e archivi per approfondire capitoli e uomini decisivi della Storia di Spagna. Un aspetto notevole è quello della sua umanità nell'ambito della vita letteraria madrilena. La sua specializzazione in storia politica della Spagna dei secoli XIX e XX ebbe una visione coerente e articolata, con una forma espressiva chiara e fluida. Gran parte dei suoi scritti sono conservati nella biblioteca dell'Instituto Internacional di Madrid, creata nel 1910.
La sua opera più conosciuta è l'Historia política de la España Contemporánea. La prima parte (1868-1885) concerne il periodo compreso tra la rivoluzione di settembre fino alla morte di Alfonso XII. Nel suo secondo volume, che va dal 1885 al 1897, tratta avvenimenti correlati all'origine di processi capitali per la costituzione della Spagna Contemporanea. Nel terzo volume (1885-1902) arriva fino al regno di Alfonso XIII.